# Franciszek Pieczka

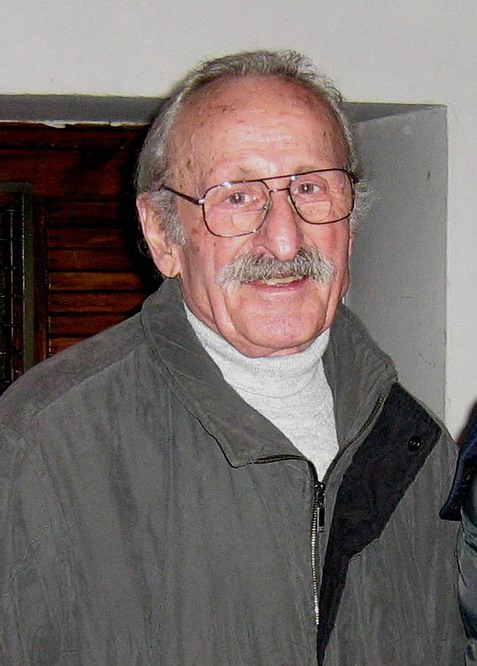
Franciszek Pieczka

Franciszek Maksymilian Pieczka, född 18 januari 1928 i Godów i Schlesiens vojvodskap i Polen, död 23 september 2022 i Warszawa, var en polsk skådespelare.

## Filmografi i urval
- 1954 - Pokolenie
- 1960 - Matka Joanna od Aniołów
- 1964 - Rękopis znaleziony w Saragossie
- 1967 - Żywot Mateusza
- 1971 - Perła w koronie
- 1972 - Wesele
- 1979 - Paciorki jednego różańca
- 1983 - Austeria
- 1990 - Życie za życie. Maksymilian Kolbe
- 1990 - God afton, Herr Wallenberg
- 2001 - Quo vadis